# Yoola
Yoola (Ю́ла) — международная многоканальная сеть видеохостинга YouTube. Её основные направления работы — управление и защита авторских прав, продвижение и оптимизация каналов внутри алгоритма YouTube, разработка контентной стратегии.
За годы своей деятельности компания несколько раз претерпевала ребрендинги, в ходе которых изменяла названия: TopBeautyBlog (2011—2012), YouPartnerWSP (2012—2017) и одновременно VSP Group (2014—2017), Yoola (2017—н. в.).

## История
Компания была основана в 2011 году. Её основатели — Артём Геллер, Михаил Шапошников, Александр Шапошников и Илан Трояновский. Изначально они работали с модным контентом, позднее создали собственную многоканальную сеть на YouTube.
Генеральный директор с начала основания — Эяль Баумель, бывший соучредитель платформы участия на основе голосования Bites.
В 2018 году к компании присоединилась бывший сотрудник YouTube по вопросам многоканальных сетей Анна Градиль, заняв пост операционного директора.